# René Schiermeyer
René Charles Schiermeyer (Sélestat, 27 settembre 1938) è un lottatore francese, specializzato nella lotta greco-romana e lotta libera.

## Biografia
Si mise in mostra ai Giochi del Mediterraneo di Beirut 1959 dove raccolse due medeglie di bronzo nelle categorie dei -73 chilogrammi di lotta greco-romana e libera.
Ha rappresentato la Francia ai Giochi olimpici estivi di Roma 1960, vincendo la medaglia di bronzo nei pesi welter. 
Ai Giochi del Mediterraneo di Napoli 1963 vinse l'argento nella lotta libera, perdendo la finale del torneo dei -78 chilogrammi contro il turco Fahrettin Çankaya.
Ai Giochi olimpici di Tokyo 1964, concluse al settimo posto in classifica nel torneo dei pesi welter.

## Palmarès
- Giochi olimpici

Roma 1960: bronzo nei pesi welter
- Giochi del Mediterraneo

Beirut 1959: bronzo nella lotta greco-romana -73 kg; bronzo nella lotta libera -73 kg;
Napoli 1963: argento nella lotta libera -78 kg;